# Liste der Stolpersteine in Frankfurt-Heddernheim
Die Liste der Stolpersteine in Frankfurt am Main führt die vom Künstler Gunter Demnig verlegten Stolpersteine in Frankfurt am Main auf. Die Initiative Stolpersteine in Frankfurt am Main e. V. hat seit November 2003 die Verlegung von ca. 2000 Stolpersteinen, mindestens fünf Kopfsteinen und mindestens vier Stolperschwellen veranlasst. Die Initiative wird von der Stadt Frankfurt sowie von zahlreichen Institutionen, darunter das Jüdische Museum und das Institut für Stadtgeschichte unterstützt.
Die Steine erinnern an Menschen, die während der Zeit des Nationalsozialismus verfolgt, verhaftet, gequält, entrechtet, zur Flucht oder zum Suizid getrieben oder ermordet wurden. An ihrem letzten frei gewählten Wohnort in Frankfurt erinnern die Steine an alle Opfer des Nationalsozialismus: an Juden, Sinti und Roma, politisch Verfolgte, Zeugen Jehovas, Homosexuelle und Zwangsarbeiter, an als „asozial“ gebrandmarkte Menschen und an die Opfer der sogenannten „Euthanasie“-Morde an Kranken und Behinderten.
Im Oktober 2018 verlegte Gunter Demnig in Frankfurt den europaweit siebzigtausendsten Stein.
Die Stadtteile sind nach der Liste der Stadtteile von Frankfurt am Main angelegt. In den nicht gelisteten Stadtteilen liegen bislang keine Stolpersteine.
Über die hinter den Namen der Opfer liegenden Links lässt sich die zugehörige Biographie auf der Homepage der Stadt Frankfurt aufrufen.

## Liste
| Adresse                       | Name                           | Verfolgungsschicksal | Verlegedatum      | Bild                                                     | Anmerkung                                                   |
| ----------------------------- | ------------------------------ | --- | ----------------- | -------------------------------------------------------- | ----------------------------------------------------------- |
| Hadrianstraße 5 ·             | Rosa Meissinger                | Rosa Meissinger, geb. Oppenheimer geb. 13.8.1885 Versteckt in Süddeutschland mit Hilfe überlebt                                                     | 29. Juni 2025     |                                                          |                                                             |
| Hadrianstraße 5 ·             | Ernst Meissinger               | Dr. Ernst Meissinger geb 5.3.1910 Zur Wehrmacht eingezogen Februar 1940 Tod 11.6.1940 Bouilly/Marne                                                 | 29. Juni 2025     |                                                          |                                                             |
| Hadrianstraße 5 ·             | Lilli Meissinger               | Lilli Meissinger geb 14.4.1915 Mit Hilfe überlebt                                                                                                   | 29. Juni 2025     |                                                          |                                                             |
| Hadrianstraße 5 ·             | Hans Meissinger                | Hans Meissinger geb. 25.11.1918 Mit Hilfe überlebt                                                                                                  | 29. Juni 2025     |                                                          |                                                             |
| Hadrianstraße 5 ·             | Maria Meissinger               | Maria „Marlies“ Meissinger geb. 27.7.1920 Mit Hilfe überlebt                                                                                        | 29. Juni 2025     |                                                          |                                                             |
| Nistergasse 5 ·               | Johanna Richard                | Johanna Richard, geb. Grünewald Jg. 1887 'Schutzhaft' 1938 Buchenwald Flucht 1939 Frankreich Interniert Drancy Deportiert 1943 Ermordet in Majdanek | 27. November 2016 | Stolperstein Nistergasse 5 Johanna Richard               |                                                             |
| Nistergasse 5 ·               | Louis Richard                  | Louis Richard Jg. 1880 'Schutzhaft' 1938 Buchenwald Flucht 1939 Frankreich Interniert Drancy Deportiert 1943 Ermordet in Majdanek                   | 27. November 2016 | Stolperstein Nistergasse 5 Louis Richard                 |                                                             |
| Alt Heddernheim 63 ·          | Karl Salomon                   | Karl Salomon Jg. 1877 Gedemütigt / Entrechtet Flucht in den Tod 21.6.1941                                                                           | 27. November 2016 | Stolperstein Alt Heddernheim 63 Karl Salomon             |                                                             |
| Hessestraße 30 ·              | Felix Seelig                   | Felix Seelig Jg. 1893 Deportiert 1942 Ermordet in Raasiku                                                                                           | 27. November 2016 | Stolperstein Hessestraße 30 Felix Seelig                 | Der Stolperstein wurde vor dem Haus Hessestraße 36 verlegt. |
| Hessestraße 30 ·              | Friedel Seelig                 | Friedel Seelig, geb. Grünwald Jg. 1895 Deportiert 1942 Ermordet in Raasiku                                                                          | 27. November 2016 | Stolperstein Hessestraße 30 Friedel Seelig               | Der Stolperstein wurde vor dem Haus Hessestraße 36 verlegt. |
| Im Heidenfeld 18 ·            | Elisabeth Saalfeld             | Elisabeth Saalfeld Jg. 1894 Deportiert 1941 Kaunas Ermordet 25.11.1941                                                                              | 27. November 2016 | Stolpersteinlage Im Heidelfeld 18 Elisabeth Saalfeld     |                                                             |
| Kastellstraße 10 ·            | Ida Flörsheim geb. May         | Ida Flörsheim, geb. May geb. 14.11.1874 deportiert 15.9.1942 Theresienstadt ermordet 11.10.1942                                                     | 20. Oktober 2006  | der Stolperstein für Ida Flörsheim                       |                                                             |
| Kastellstraße 10 ·            | Isidor Flörsheim               | Isidor Flörsheim geb. 8.6.1870 deportiert 15.9.1942 Theresienstadt ermordet 13.12.1942                                                              | 20. Oktober 2006  | der Stolperstein für Isidor Flörsheim                    |                                                             |
| Habelstraße 8 ·               | Hermann Goldschmidt            | Hermann Goldschmidt geb. 15.8.1865 deportiert 8.1.1942 Theresienstadt ermordet 25.3.1944                                                            | 20. Oktober 2006  | der Stolperstein für Hermann Goldschmidt                 |                                                             |
| Habelstraße 8 ·               | Fanny Steiner geb. Goldschmidt | Fanny Steiner, geb. Goldschmidt geb. 9.1.1859 deportiert 18.8.1942 Theresienstadt ermordet 2.3.1943                                                 | 20. Oktober 2006  | der Stolperstein für Fanny Steiner                       |                                                             |
| Brühlstraße 15 ·              | Alice Gottlieb                 | Alice Gottlieb geb. 6.12.1918 deportiert Region Lublin und Majdanek ermordet                                                                        | 20. Oktober 2006  | der Stolperstein für Alice Gottlieb                      |                                                             |
| Brühlstraße 15 ·              | Jenny Gottlieb                 | Jenny Gottlieb geb. 2.11.1883 deportiert Auschwitz ermordet                                                                                         | 20. Oktober 2006  | der Stolperstein für Jenny Gottlieb                      |                                                             |
| Alt Heddernheim 31 ·          | Berta Schwelm geb. Stern       | Berta Schwelm, geb. Stern geb. 15.5.1888 deportiert 22.11.1941 Kaunas ermordet 25.11.1941                                                           | 20. Oktober 2006  | der Stolperstein für Berta Schwelm                       |                                                             |
| Alt Heddernheim 31 ·          | Hildegard Schwelm              | Hildegard Schwelm geb. 13.2.1921 deportiert 22.11.1941 Kaunas ermordet 25.11.1941                                                                   | 20. Oktober 2006  | der Stolperstein für Hildegard Schwelm                   |                                                             |
| Alt Heddernheim 31 ·          | Max Schwelm                    | Max Schwelm geb. 25.11.1885 deportiert 22.11.1941 Kaunas ermordet 25.11.1941                                                                        | 20. Oktober 2006  | der Stolperstein für Max Schwelm                         |                                                             |
| Alt Heddernheim 31 ·          | Helene Stern geb. May          | Helene Stern, geb. May geb. 29.3.1902 deportiert 22.11.1941 Kaunas ermordet 25.11.1941                                                              | 20. Oktober 2006  | der Stolperstein für Helene Stern                        |                                                             |
| Alt Heddernheim 31 ·          | Siegfried Stern                | Siegfried Stern geb. 7.1.1890 deportiert 22.11.1941 Kaunas ermordet 25.11.1941                                                                      | 20. Oktober 2006  | der Stolperstein für Siegfried Stern                     |                                                             |
| Alt Heddernheim 31 ·          | Isidor Stern                   | Isidor Stern geb. 30.12.1892 deportiert 14.11.1938 bis 10.1.1939 Dachau 16.9.1942 Theresienstadt 28.9.1944 Auschwitz ermordet                       | 18. November 2013 | Stolperstein Alt Heddernheim 33 Stern Isidor             |                                                             |
| Alt Heddernheim 31 ·          | Martha Stern                   | Martha Stern geb. Zeller geb. 15.3.1894 deportiert 15.9.1942 Theresienstadt 6.10.1944 Auschwitz ermordet                                            | 18. November 2013 | Stolperstein Alt Heddernheim 33 Stern Martha             |                                                             |
| Domitianstraße 4 ·            | Erna Goldschmidt               | Erna Goldschmidt geb. Neu geb. 12.7.1900 unbekannt                                                                                                  | 18. November 2013 | Stolperstein Domitianstrasse 4 Goldschmidt Erna          |                                                             |
| Domitianstraße 4 ·            | Max Goldschmidt                | Max Goldschmidt geb. 26.7.1896 deportiert 14.11.1938 bis 10.1.1939 Dachau ermordet                                                                  | 18. November 2013 | Stolperstein Domitianstrasse 4 Goldschmidt Max           |                                                             |
| Heddernheimer Landstraße 32 · | Siegmund Simon                 | Siegmund Simon geb. 26.7.1872 deportiert 15.9.1942 Theresienstadt ermordet 8.3.1943                                                                 | 18. November 2013 | der Stolperstein für Siegmund Simon                      |                                                             |
| Heddernheimer Landstraße 32 · | Johanna Simon                  | Johanna Simon geb. Oppenheimer geb. 13.9.1877 deportiert 15.9.1942 Theresienstadt überlebte                                                         | 18. November 2013 | Stolpersteine Heddernheimer Landstrasse 32 Simon Johanna |                                                             |